# Jules Pierre Rambur
Jules Pierre Rambur, född den 21 juli 1801 i Chinon, död den 10 augusti 1870 i Genève, var en fransk entomolog, som studerade insektsfaunan på Korsika och i Andalusien.